# Vårby grindstuga

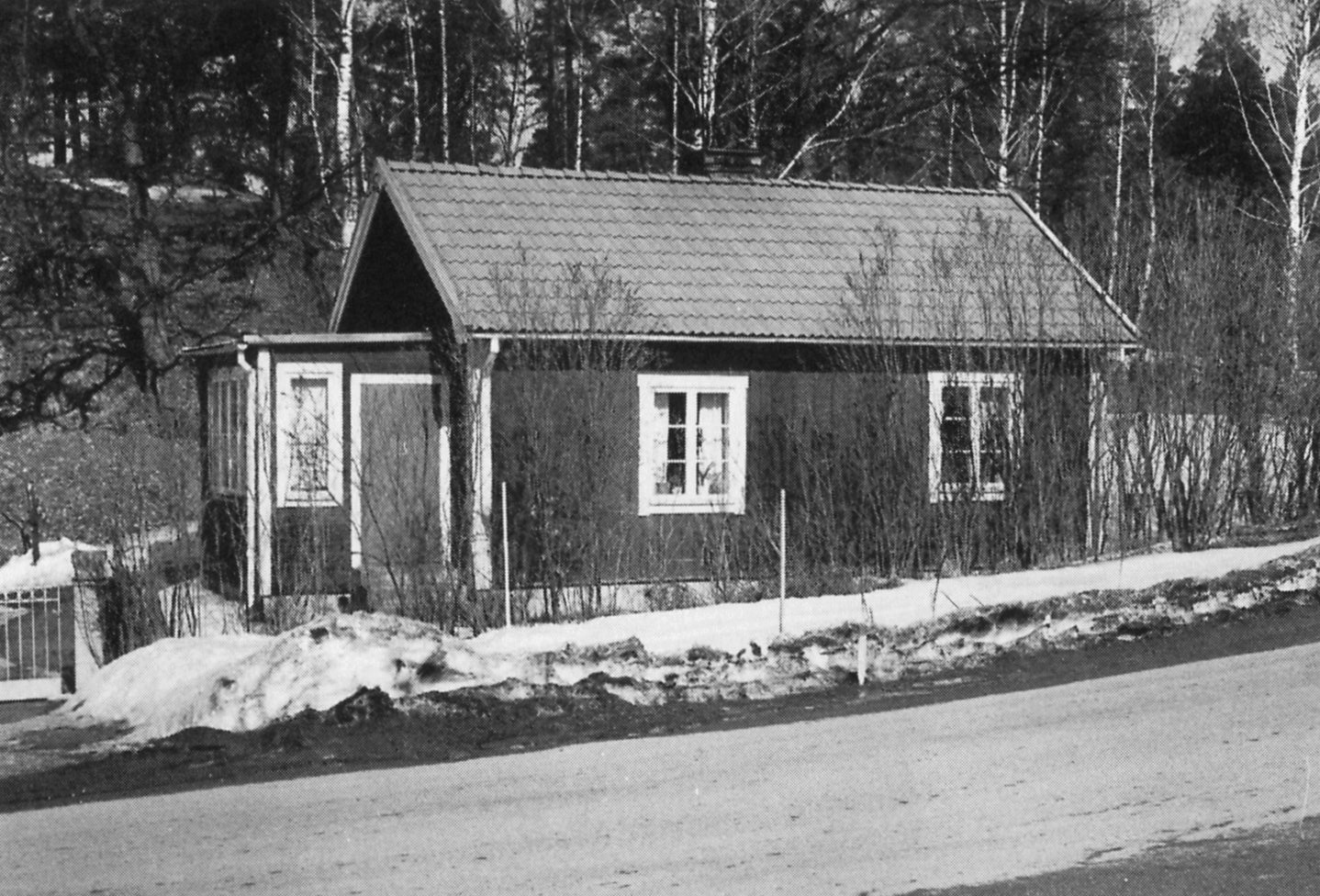
Vårby grindstuga i slutet av 1960-talet.

Vårby grindstuga (även Svenstorp) var ett torp och en grindstuga under säteriet Vårby gård i nuvarande Huddinge kommun. Stugan låg vid korsningen mellan Vårby allé och Mogårdsvägen och revs omkring 1970.

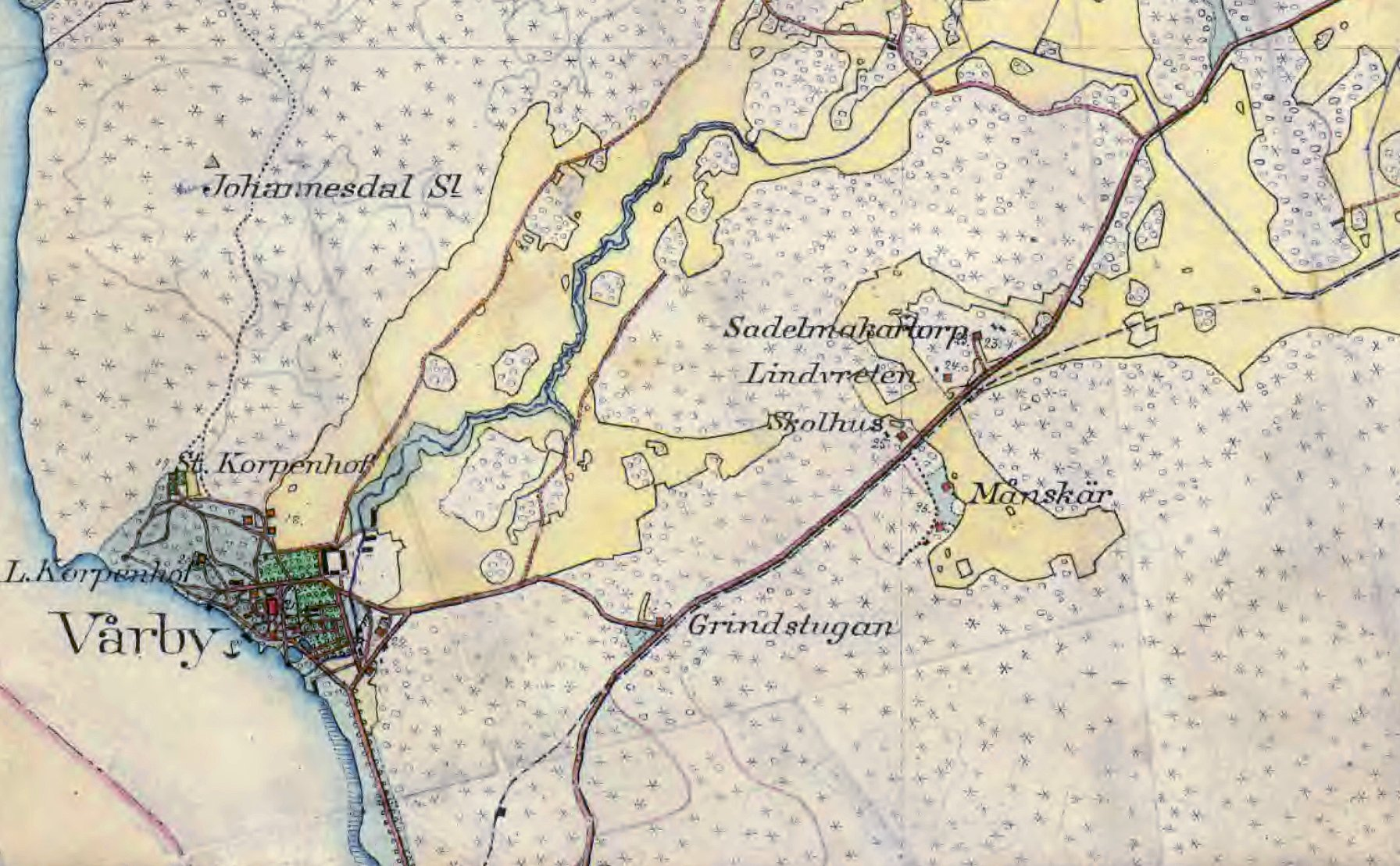
Grindstugan, Sadelmakartorp, Månskär, Lindvreten m.fl. år 1901.

Grindstugan låg vid avtagsvägen från den då nyanlagda Södertäljevägen till huvudbyggnaden Vårby gård och var upptaget som torp under Vårby sedan 1689. Torpet beboddes till en början av hantverkare och upphörde 1839 som dagsverkstorp. Den siste torparen var Johannes Larsson med hustrun Eva Charlotta. 
Vårby grindstuga revs i samband med utbyggnaden av kommundelen Vårby gård och omdragningen av Vårby allé omkring 1970 men gav senare namnet till den närbelägna Grindstuskolan.